# Karlshagen
Karlshagen è un comune del Meclemburgo-Pomerania Anteriore, in Germania.

Appartiene al circondario della Pomerania Anteriore-Greifswald ed è parte della comunità amministrativa (Amt) di Usedom-Nord.

## Storia

### Simboli
Lo stemma comunale si presenta: troncato ondato: il primo, d'azzurro, al gabbiano d'argento, rivoltato, volante d'argento, imbeccato d'oro; il secondo, d'argento, alla rete da pesca di azzurro.
Lo stemma è stato approvato dal Ministero dell'Interno il 2 febbraio 1999 e registrato con il numero 180 nello stemmario del Meclemburgo-Pomerania Anteriore.
La posizione della località sulla costa del Mar Baltico è simboleggiata dal gabbiano e dalla partizione a forma di onda; la rete da pesca rimanda alla sua origine di colonia di pescatori e alla pesca, tradizionale attività dei suoi abitanti. La scelta degli smalti sottolinea l'appartenenza del comune alla Pomerania Anteriore.